# Televisión Nacional de Chile Red Maule
Televisión Nacional de Chile Red Maule, o simplemente TVN Red Maule, es una de las filiales regionales del canal estatal Televisión Nacional de Chile, que transmite exclusivamente para la Región del Maule. En la actualidad su sede y estudios se ubican en la Calle 5 Norte #820, en la ciudad de Talca.
Este canal transmite los mismos contenidos que la señal nacional; solamente durante los informativos u otros programas propios de la señal regional se emiten contenidos locales, además de publicidad propia de la región.
Dentro de sus espacios propios están: 24 Horas Central Red Maule, Estado Regional, Chile Conectado y Chile Al Día.

## Historia
La instalación de la filial regional fue producto del proyecto de regionalización que inició Televisión Nacional de Chile en 1969 con la creación de la Red Austral, con sede en Punta Arenas. 
Desde sus inicios, la misión de TVN Red Maule ha sido entregar las noticias a los televidentes de la región. De esta manera, el único programa que sigue sus transmisiones ininterrumpidamente ha sido 24 Horas Red Maule.
Con los avances tecnológicos que ha adquirido a través del tiempo, TVN Red Maule ha mejorado su calidad, logrando incluso enlaces en directo con las ediciones nacionales de 24 horas.
En septiembre de 2007, Televisión Nacional de Chile anunció un concurso público para diseñar los nuevos edificios corporativos de las sedes regionales del canal. Con esto, las sedes regionales de TVN para la zona central del país tendrían la misma línea arquitectónica, característica de la zona geográfica.
La emisión del noticiario regional "24 Horas Central Red Maule" es de lunes a viernes entre 22:10 y 22:40 horas a través de la señal 10.1 de televisión abierta de TVN, mientras para la Región Metropolitana se siguen emitiendo noticias nacionales.
Esteban Sáez fue entre 2008 y 2024 el editor regional y conductor de 24 Horas Central  Red Maule y primer conductor del programa de entrevistas políticas Estado Regional. 
El equipo de periodistas de TVN Red Maule está integrado por Mónica Mejías y Ricardo Muñoz, quienes se turnan para conducir 24 Horas Central Red Maule y Chile Conectado.
Durante el 2025, el canal ha generado un nuevo espacio denominado "Chile Al Día" en el que, a través de redes sociales, se comparten noticias reporteadas por los centros regionales de TVN.